# اسلام و تفکیک جنسیتی
در اسلام، تنها بودن زن و مردی که خویشاوندی نزدیک با هم ندارند (محرم هم شناخته نمی‌شوند) در صورت وجود احتمال به گناه افتادن، ممنوع است؛ اما ارتباط زن و مرد مطلقاً ممنوع نشده است. در قرآن، سخن گفتن موسی با دختران شعیب و سلیمان با بلقیس ملکه سبا؛ نمونه‌هایی از این ارتباط به‌شمار می‌رود. در سنت، نیز نمونه‌هایی از ارتباط زن و مرد دیده می‌شود؛ خدیجه دختر خویلد پیش از ازدواج با محمد، مال‌التجاره‌ای را در اختیار او قرار داد و او را برای یک سفر تجاری به شام فرستاد. با این حال در قرآن و حدیث، شواهدی از جداسازی جنسیتی موجود است؛ قرآن و سنت محدودیت‌هایی را برای ارتباط زنان و مردان در نظر گرفته‌اند. از جمله این محدودیت‌ها، حجاب برای زنان است؛ که برخی آن را پوشانیدن تمام بدن زن و برخی آن را پوشانیدن بدن زن به جز چهره و کف دست دانسته‌اند.

## تفکیک جنسیتی در کشورهای اسلامی

### افغانستان
افغانستان در دوره حکومت طالبان، قوانینی را برای تفکیک جنسیتی اعمال می‌کرد که بسیار سخت‌تر از قوانین دیگر کشورهای اسلامی بود؛ اجرای این قوانین با خشونت بسیار همراه بود؛ به حدی که بسیاری آن را آپارتاید جنسیتی نامیده‌اند. زنان افغان در دوره طالبان، مجبور به پوشیدن برقع بودند. در افغانستان، پزشکان مرد حق معاینه و درمان زنان را نداشتند؛ و به زنان نیز اجازه معاینه مردان داده نمی‌شد. همچنین زن حق صحبت کردن با مردان نامحرم را نداشتند. طالبان، زنانی که بدون محرم از خانه بیرون می‌آمدند به تازیانه محکوم می‌کردند. کار کردن و تحصیل نیز برای زنان در افغانستان ممنوع بود. با سقوط حکومت طالبان این محدودیت‌ها برداشته شد و آپارتاید جنسیتی در افغانستان پایان یافت.
+(در حال حاضر حکومت طالبان پس از سرکوب دولت افغانستان دوباره با قوانین قدیمی خود شکل گرفته است - مرداد 1400)

### ایران
در دوره قاجار در خانه‌ها و خیابان‌ها جدایی جنسیتی وجود داشت که تا دوره پهلوی نیز ادامه یافت به ویژه درمیان طبقات پایین‌تر جامعه: در خانه‌ها اندرونی و بیرونی مجزا بود، میهمانان زن توسط زنان پذیرایی می‌شدند و میهمان‌های مرد توسط مردان. در خیابان‌های پرجمعیت مانند لاله‌زار، شاه آباد و امیریه نیز در ساعت‌های پرجمعیت عصر زنان باید از یک پیاده‌رو عبور می‌کردند و مردان از پیاده‌رویی دیگر. زنانی که می‌خواستند برای کاری به سمت دیگر خیابان بروند باید از پاسبان اجازه می‌گرفتند و تحت نظر او به سرعت حرکت می‌کردند. همچنین زنان و مردان حق نداشتند باهم در یک درشکه بنشینند، حتی اگر مادر و پسر یا خواهر و برادر بودند.
در اوایل و اواسط دوره قاجار، مدرسه دخترانه وجود نداشت. اما کم‌کم نخستین مدارس دخترانه با تلاش فعالان حقوق زنان در ایران تأسیس گردید؛ که البته مورد مخالفت بسیاری از روحانیون از جمله شیخ فضل‌الله نوری قرار گرفت. در اواخر دوره رضاشاه، تمام مدارس و مؤسسات آموزشی، به ویژه دانشگاه تهران درهای خود را به روی دختران و پسران باز کردند و نخستین دبیرستان‌های مختلط به وجود آمد. سینماها، کافه‌ها و هتل‌ها مجبور به پذیرش زنان و عدم تبعیض بین زن و مرد شدند. در سال ۱۳۱۳، رضاشاه پوشیدن چادر و روبنده را ممنوع اعلام کرد، و حتی عده‌ای را مأمور کرد که در خیابان‌ها چادر از سر زن‌ها بکشند. رضاشاه، همچنین به مقامات عالی‌رتبه دستور داد که با همسران بی‌حجاب خود در میهمانی‌های رسمی شرکت کنند. کارگران رده‌پایین نیز می‌بایست همراه زنان بی‌حجاب در خیابان‌های اصلی به گردش می‌پرداختند. قیام گوهرشاد در مشهد در اعتراض به کشف حجاب بود. در زمان محمد رضا شاه، ممنوعیت حجاب برداشته شد؛ اما همچنین مدارس مختلط وجود داشت و جداسازی جنسیتی صورت نمی‌گرفت.
پس از جمهوری اسلامی، روح‌الله خمینی بر ضرورت جلوگیری از اختلاط زن و مرد تا حد ممکن تأکید کرد؛ این ضرورت به منظور اعمال ارزش‌های اخلاقی بر زنان و مردان صورت گرفت؛ پس از انقلاب ایران (۱۳۵۷)، رعایت حجاب برای زنان اجباری شد و از تأسیس مدارس مختلط ممانعت به عمل آمد. همچنین در اتوبوس‌ها تفکیک جنسیتی صورت گرفت. هم‌اکنون نیز مسئولان نظام جمهوری اسلامی، در حال اتخاذ تدابیری جهت جداسازی جنسیتی در دانشگاه‌ها در قالب طرح اسلامی‌کردن دانشگاه‌ها هستند. البته جداسازی جنسیتی به‌ویژه در دانشگاه‌ها، مخالفت‌هایی را نیز در سطوح عالی کشور برانگیخته‌است، از جمله اینکه ۱۵ تیرماه ۱۳۹۱ محمود احمدی‌نژاد، رئیس‌جمهور وقت، در نامه‌ای به وزرای علوم، تحقیقات و فناوری و بهداشت، درمان و آموزش پزشکی ضمن تأکید بر ضرورت خودداری از اقداماتی که آن را سطحی و غیر عالمانه نامید، مخالفت خود را با اجرا شدن تفکیک جنسیتی (طرح عدم اختلاط) در دانشگاه‌ها اعلام کرد. احمدی‌نژاد در این نامه آورده بود که «شنیده شده‌است که در برخی دانشگاه‌ها، رشته‌ها و کلاس‌های تک جنسیتی بدون لحاظ تبعات اعمال می‌گردد. ضروری است فوری از این اقدامات سطحی و غیر عالمانه جلوگیری شود».
یک روز پس از انتشار نامه فوق، احمد خرم، وزیر راه ترابری در دولت دوم محمد خاتمی، ضمن بیان اینکه اصولاً اجرای چنین طرح‌هایی منجر به دین‌ستیزی و دین‌گریزی جوانان خواهد شد، به ذکر خاطره‌ای از روح‌الله خمینی در این خصوص پرداخت که بیانگر مخالفت بنیان‌گذار جمهوری اسلامی ایران با اجرای چنین طرح‌هایی بود.

### عربستان
تفکیک جنسیتی اساس عربستان سعودی در تفسیر اسلام است. بسیاری از مکان‌های عمومی در این کشور فقط به زنان اختصاص دارد. عربستان سعودی کشوری است که بیشترین تفکیک جنسیتی در جهان را دارد اما در مردمان نسل جدید تغییراتی در این کشور در حال رخ دادن است.
دویچه وله نوشت: ساخت شهری مجزا به عنوان محل تجاری مختص زنان، ایده‌ای از سوی دولت عربستان برای بهبود موقعیت شغلی زنان در این کشور است. منتقدان به این ایده به عنوان اقدامی دیگر برای گسترش بیشتر تفکیک جنسیتی می‌نگرند. این شهر صنعتی در حومه هفوف در شرق عربستان سعودی نخستین شهر تجاری با بیش از پنج هزار موقعیت شغلی تنها برای زنان ساخته می‌شود.
«اشتفانی دوتس»، کارشناس دیگری در زمینه مسائل مربوط به خاورمیانه می‌گوید: «بسیاری از زنان، خود خواهان تفکیک جنسیتی هستند. آن‌ها می‌گویند، در کنار مردان احساس راحتی نمی‌کنند و تنها حاضرند وارد محیط کاری شوند که در آن فقط زنان کار می‌کنند.» او زنانی که در عربستان چنین طرز تفکر محافظه‌کارانه‌ای دارند را همچنان در اکثریت می‌بیند.
در سال ۱۳۹۴ عربستان سعودی قانون تفکیک جنسیتی را در جلسات محلیِ مجلس این کشور تصویب کرد.
در سال ۲۰۱۸ مسئولان عربستانی اعلام کردند برنامه‌هایی برای پایان بخشیدن به تفکیک جنسیتی در مکان‌های عمومی این کشور دارند.
صنعت سرگرمی در عربستان اخیراً تحولاتی را تجربه کرده‌است. در سال ۲۰۱۷ بلقیس احمد فتحی خواننده یمنی-اماراتی اولین کنسرت منحصراً زنانه را در پادشاهی عربستان اجرا کرد. پیش از آن نیز نهاد فتحی خواننده مصری به عنوان اولین خواننده زن که هم برای مرد و هم برای زن اجرا کند بر روی صحنه رفت. در سال ۲۰۱۷ مسئولان محلی در استان جازان دستور به بستن فوری یک مکان دارای مجوز را دادند که در آن یک کنسرت با حضور مردان و زنان برگزار شده بود.
پارک‌های منحصراً زنانه در کشورهای اسلامی مثل پاکستان، ایران، افغانستان و عربستان وجود دارند.
در رستوران‌های عربستان دو در ورودی وجود دارد، یکی از درها مخصوص خانواده و دختران است و یک در برای پسران مجرد وجود دارد. به پسران اجازه ورود از در خانواده را نمی‌دهند و در صورت تخلف مطابق قانون با آن‌ها برخورد می‌کنند.

## جدایی جنسیتی در مساجد

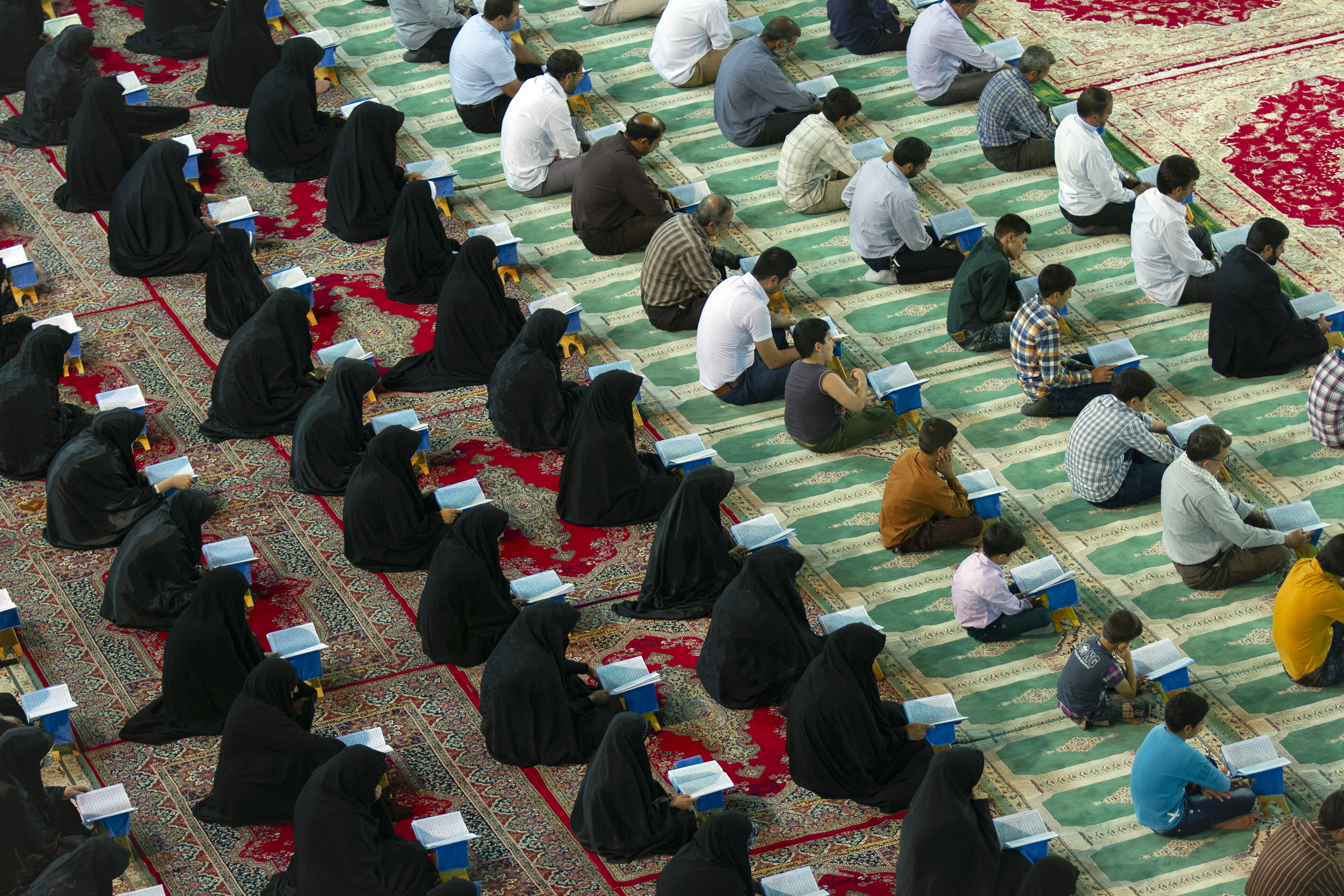
ردیف های جداگانه زن و مرد در اماکن مذهبی و مساجد ایران

در حدیثی از پیامبر اسلام چنین نقل شده‌است:
کنیزان خدا را از مساجد بازندارید در حالی که خانه‌هایشان برایشان بهتر است.
پیامبر اسلام، به زنان اجازه شرکت در مساجد را می‌داد و زنان او نیز در نمازها به مسجد می‌رفتند؛ با این‌حال دستور داد که محل زنان از محل مردان جدا باشد و ورودی زنان نیز از در ورودی مردان مجزا باشد. همچنین، پیامبر اسلام دستور داد که پس از نماز، نخست زن‌ها و بعد مردها بیرون بروند و زنان در صفوف عقب نماز جماعت بنشینند.
عمر زنان را از حضور در مساجد منع کرد، اما در دوره خلافت عثمان و علی، زنان دوباره اجازه حضور در مساجد را داشتند. با گسترش قلمرو خلافت اسلامی، از ورود زنان به مساجد جلوگیری شد. امام غزالی، در احیاءالعلوم نوشت که درست آن است که تنها زالان را به مسجد راه بدهند.
در دوره‌های جدید، زنان همچنین اجازه حضور در مساجد را دارند؛ هرچند بخش مردان و زنان عموماً با پرده‌ای از هم جدا می‌شوند، یا بخش زنان در قسمت بالایی یا زیرزمین قرار دارند.